# Hemtjärnen (Norsjö socken, Västerbotten, 722656-166361)
Hemtjärnen är en sjö i Norsjö kommun i Västerbotten och ingår i Skellefteälvens huvudavrinningsområde.